# Bierpong
Bierpong (van het Engelse Beer Pong), ook bekend als ‘Beirut’, is een drinkspel. Bij bierpong moeten de spelers een balletje over tafel gooien om te proberen dit balletje in de bekeropstelling van de andere spelers terecht te laten komen. Deze bekers zijn gevuld met bier. Het spel kan ook met sterkedrank worden gespeeld. Met kinderen kan het ook met limonade of water worden gespeeld.
De regels van bierpong liggen niet vast en verschillen per locatie, al wordt het spel altijd gespeeld volgens dezelfde basisprincipes.
Het spel wordt staand gespeeld. Twee teams zetten een gelijk aantal, met bier of sterk, gevulde glazen/bekers tegenover elkaar. De teams proberen de bekers lijnrecht tegenover elkaar te zetten. Het doel is om de pingpongbal vanaf een afstand in het bier van de tegenstander te gooien, ketsen, spugen, slaan, stuiteren etc. De tegenstander moet deze beker vervolgens in een teug achterover slaan. Het team dat als eerste zonder bier zit heeft verloren en moet de resterende volle bekers van het winnende team ook achterover slaan.

## Populariteit
Het spel is overgewaaid vanuit de Verenigde Staten en werd in korte tijd heel populair, ook in Europa. Dit leidde tot de oprichting van nationale kampioenschappen in diverse landen en de introductie van een Europees kampioenschap (European Series of Beerpong). In België wordt jaarlijks een nationaal kampioenschap georganiseerd, onderdeel van het Beats n’ Bots festival in Lichtervelde, waar deelnemers strijden om de nationale titel. De winnaars krijgen een gouden medaille en het recht om voor het volledige jaar de Belgische kampioenentrui te dragen tijdens wedstrijden doorheen Europa.

## Oorsprong en naamkeuze
Bierpong is ontstaan uit verschillende drankspellen. Het spel dat aan de oorsprong ligt van bierpong is zijn variant: bierpong met een ping pong palet (paddle). Dit ontstond in 1950-1960 op de campus van het Dartmouth College uit Hanover in New Hampshire, in de Verenigde Staten. Voor het oorspronkelijke spel waren naast de vaste attributen ook een net en paletten nodig. In de jaren tachtig kwam de benaming Beirut op: het werd de officiële naam voor het spel zonder paletten. De namen bierpong en Beirut worden nog steeds gebruikt. Toch is de benaming Beirut zo goed als verdwenen.

## Het spel
PloegenBierpong wordt meestal in twee ploegen van twee gespeeld. Het is eveneens mogelijk het spel te spelen met twee ploegen van meerdere personen of vier ploegen van twee of meer personen. Elke ploeg begint het spel al staand achter hun opstelling van bekers.
SpeelveldHet spel is bedoeld voor pingpongtafels, maar dit is niet noodzakelijk. Een gewone eettafel of de grond volstaan eveneens. Verschillende bedrijven bieden professionele tafels aan.
BenodigdhedenElk team heeft één normale pingpongbal en zes tot tien bekers (van (hard)plastic). Aan elke kant van de tafel wordt met zes tot tien bekers een opstelling gemaakt in de vorm van een driehoek. Met zes bekers is dit (3-2-1), met tien bekers (4-3-2-1). Deze opstelling staat tegenover die van de andere ploeg. Elke ploeg heeft ook een beker met water, die gebruikt worden om de bal te reinigen of om ervoor te zorgen dat de bal minder goed uit het bekertje springt.
VaardighedenVoor het spel zijn enkele vaardigheden nodig. Spelers dienen vooral redelijk bestand te zijn tegen alcohol, een goed diepte-inzicht om afstanden te bepalen, en eveneens een bepaalde techniek om te mikken is handig. Bij sommige spelvormen, naargelang de huisregels, is een verdedigende vaardigheid ook meegenomen.
AlcoholHet beste vult men de bekers ongeveer halfvol met bier. Het wordt afgeraden het spel te spelen met sterkedrank of zware bieren aangezien het spel dan te snel is afgelopen.
SpelverloopZoals eerder vermeld, zijn er weinig vaste spelregels. Zo heeft iedere campus zijn eigen manier van spelen. De plaatselijke regels hebben vooral betrekking op het aantal bekers en bijvoorbeeld op de vraag of de spelers verplichte gooitechnieken moeten gebruiken. Volgens sommige plaatselijke regels dienen spelers meteen te drinken wanneer er een beker geraakt wordt. Volgens andere dient een speler indien hij niet in de beker zit een strafbeker te drinken. Sommige regels bepalen ook de opstelling van de bekers. Zo is het naargelang de huisregels mogelijk of een speler zijn bekers moet ‘herschikken’ nadat er één is uitgevallen. Daarnaast bestaan er vele andere regels, die spelers zelf kunnen blijven uitvinden. Nog een veelgebruikte regel is de rollbackregel. Wanneer een ploeg tweemaal een punt maakt, moet de overstaande ploeg een beurt overslaan en mag de ploeg die tweemaal op rij scoorde nog een bal werpen. Na het schieten mag een ploeg de bal schoonmaken in een beker met water.
TechniekenEr zijn hoofdzakelijk drie werptechnieken voor het spel. Deze hebben alle een voor- en nadeel. Bij de gooibal probeert een speler de bal met een perfecte boog in de beker van de tegenstander te gooien. Dit is de efficiëntste manier. De kans bestaat dat de bal een rand raakt en wegkaatst of begint te rollen. Indien er verdedigende regels zijn, mogen spelers deze wegblazen. De beste techniek is hier een onderhandse worp met de bal tussen wijsvinger en duim. Bij de snelle bal of ‘laser’ probeert een speler de bal snel en recht in een beker te gooien. Het probleem bij deze werptechniek is dat de precisie van de bal sterk afneemt. Mikken wordt moeilijk. Bij de stuiterbal werpt een speler de bal op de tafel en zal deze na een stuiter in de beker terechtkomen. Naargelang de huisregels mag deze slechts enkele malen botsen (een vast aantal keren, zoals in het begin is vastgesteld) of mag men de botsbal verdedigen door deze gewoon weg te nemen. En als laatste heeft men de "smash" hierbij springt men in de lucht en gooit men zo hard mogelijk de bal tegen een beker. Wanneer deze bal raakt zal deze omvallen of bier morsen. Op sommige plekken wordt een omgevallen beker niet gezien als winst omdat het bier niet gedronken kan worden.
Winst van het spelAfhankelijk van de huisregels worden er een aantal ronden gespeeld. Elke ronde wordt gespeeld totdat één ploeg al zijn bekers kwijt is. Aan het einde van het spel zal degene die het meeste al zijn bekers kwijt was, verliezen. In sommige huisregels kan men vooraf een ‘straf’ bepalen voor de verliezende ploeg. De straf is meestal een bepaalde hoeveelheid alcohol nuttigen of een opdracht vervullen, zoals ‘streaken’.